# 冨士原圭希
冨士原 圭希（ふじはら たまき、1998年3月20日 - ）はRKB毎日放送の男性アナウンサー。

## 人物
千葉県野田市出身。香川県立丸亀高等学校・早稲田大学を卒業し、RKB毎日放送へ2020年に入社。同期入社は本田奈也花。

### 趣味・特技・資格
趣味は、『男はつらいよ』観賞、仏像研究、写真撮影。特技は、啖呵売。資格は、乗馬ライセンス4級。

### 人物像
映画『男はつらいよ』シリーズが好きなことから啖呵売や「寅のアリア」といった語りの特技を身に付け、この他にも古舘伊知郎の「トーキングブルース」などを見て語りというものにハマり、綾小路きみまろのネタを覚えて「はらのこうじたままろ」を名乗ってネタを披露したこともあったという。
語りだけでなく、演劇にも興味があったことから高校時代の部活は演劇部。しかし進学した早稲田大学では、演劇サークルがある中で、一日中授業にも出ないで演劇に没頭している学生もいるのを見て、自分がそこまでやり切れるかといった自信が無くなってきたところに、ゼミで講義に来ていた宮川俊二からアナウンサーを勧められ、アナウンサーを目指すことになる。ラジオで喋りたいという思いがあったことから、ラテ兼営局をメインに受験した。
自分の感覚は一般的な若い人とのそれとは乖離したところがあるとのことで、自分で自分のことを「若年寄」と話していたことがある。　

### 尊敬するアナウンサー
尊敬するアナウンサーとしてTBSテレビアナウンサーの安住紳一郎や毎日放送アナウンサーの福島暢啓を挙げており、2人が出演するTBSテレビの朝の情報番組『THE TIME,』の列島リアルタイム中継のレギュラー担当になるのが夢だと語っている。福島とは出演するラジオ番組を通じて交流を深めている。

### ラジオドラマでの評価
幼少期から特撮番組の大ファンであり、2023年2月にラジオ局長にあたるオーディオコンテンツセンター長の山田悦二から「特撮好きだったよね?ラジオならお金かからないから、何かやってみたら?」と提案されると、テレビとラジオのアナウンサー業務と並行して企画・脚本・演出・編集・キャスティング・営業、さらには主題歌の歌唱や主役の声を兼務して昭和特撮風ラジオドラマ『空想労働シリーズ サラリーマン』を制作。2023年8月22日から10月10日まで火曜パーソナリティーを担当する『カリメン』内でフロート番組として放送されたこの番組は、第61回ギャラクシー賞のラジオ部門優秀賞、第50回放送文化基金賞のラジオ部門優秀賞、2024年日本民間放送連盟賞のラジオエンターテインメント「優秀」を受賞し高評価を得る。2024年8月24日から10月12日まで続編となるラジオドラマ『帰りたいサラリーマン』も同局で放送されている。

## 現在の担当番組

### テレビ
- エンタテ!区〜テレビが知らないe世界〜
- RKB NEWS（不定期）
- タダイマ!（2022年4月1日 - ：コーナー担当）

### ラジオ
- カリメン（2022年3月29日 - ：火曜パーソナリティ、2020年10月2日 - 2022年3月25日：金曜パーソナリティ）
- RKBエキサイトホークス
- 連続ラジオドラマ 〜シアワセの高取家〜 - 高取大輔 役（2代目）
- おしゃべり本棚 - 不定期出演（RKBアナウンサーのリレー出演）
- ＃さえのわっふる ボナセラータ（2024年11月5日 - ：火曜担当）プロ野球オフシーズン中のみ
- 関智一・冨士原圭希の変身ラジオ（2025年7月6日 - ）[10]

### ネット配信
- 冨士原圭希 日曜のウラ（2024年10月6日 - 配信中） -  RKBラジオ公式YouTubeチャンネル、Podcastでの配信

## 過去の担当番組

### テレビ（過去）
- まちプリ（2021年3月28日 - 2022年3月25日：リポーター）
- 金曜ビッグバン!（2022年4月1日 - 2024年3月22日：メインMC）
- サンデーウォッチ（不定期で中継リポーター、メインMC不在時は代理で担当）
- THE TIME,（2022年3月23日・TBSテレビ制作・中継担当）[11]

### ラジオ（過去）
- 土曜 de R。（2020年10月3日 - 2022年9月24日） - 栗田善太郎と冨士原による土曜日の午後のワイド番組。
- 冨士原圭希 日曜のウラ（2022年10月2日 - 2024年9月26日） - 冨士原初の冠ラジオ番組。ラジオでの放送終了後はネット配信で継続。
- 空想労働シリーズ サラリーマン（2023年8月22日 - 10月10日） - 企画・脚本・演出・編集 / サラリーマン役[5]
  - 帰りたいサラリーマン（2024年8月24日 - 10月12日） - 企画・脚本・演出・編集 / サラリーマン役、キャストインタビュー[9]
- まさ&たま 昭和復刻ブラザーズ（2024年11月2日 - 2025年3月22日）